# Michelangelo Unterberger

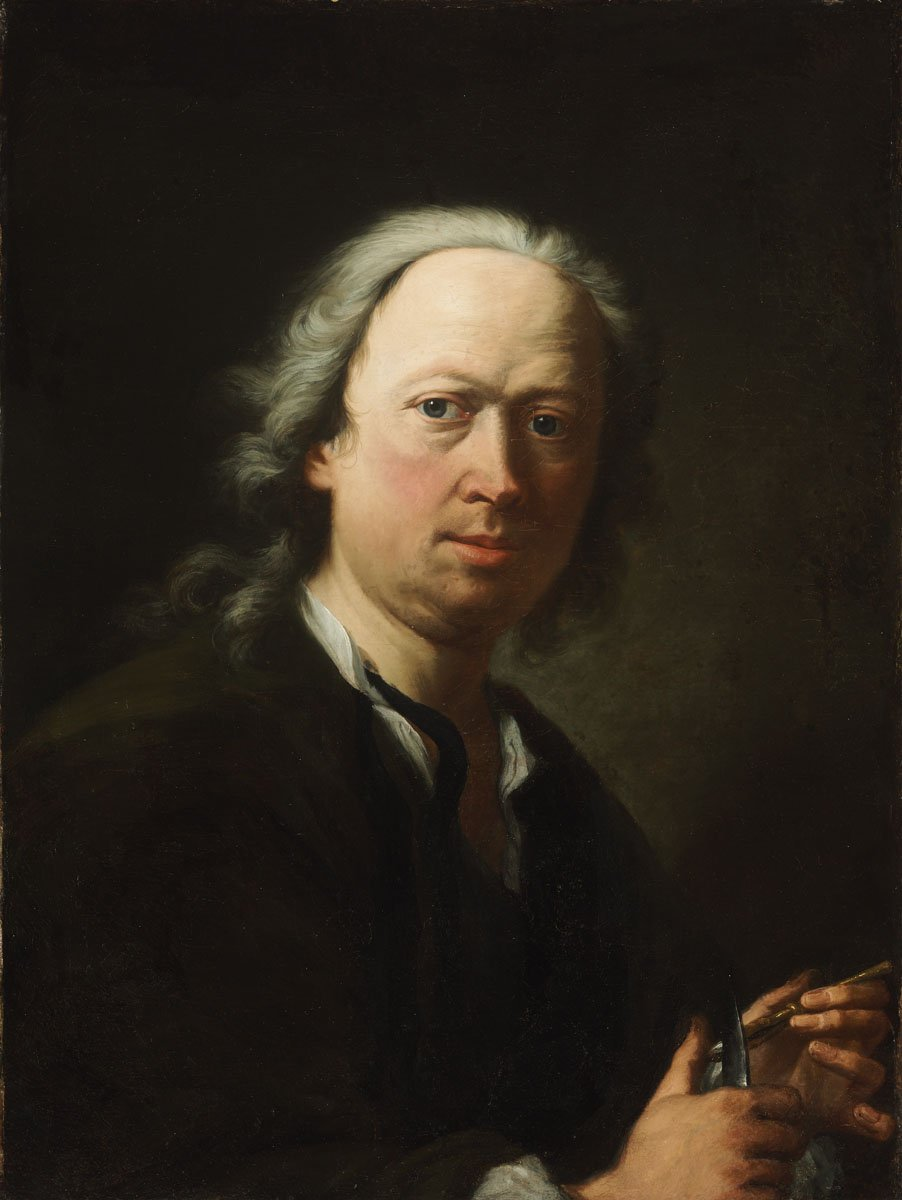
Selbstbildnis (1735)

Michelangelo Unterberger, auch Michael Angelo Unterberger und Michelangelo Unterperger (* 11. August 1695 in Cavalese; † 27. Juni 1758 in Wien) war ein Südtiroler Maler des Barock.

## Leben
Er war der Bruder des Franz Sebald Unterberger und ging bei Giuseppe Alberti (1640–1716) in Cavalese in die Lehre. Er vervollständigte sein Wissen durch eine Studienreise nach Venedig, wo er vorzugsweise Arbeiten des Malers Nicola Grassi (1682–1754) kopierte. Im Anschluss wechselte er nach Bozen, wo er 1726 das Bürgerrecht erhielt und unter anderem ein Gemälde mit dem Urteil des Salomo für das Rathaus malte.
In den Jahren um 1730 war Unterberger für Klöster und Kirchen in Passau und am Unteren Inn als Altarmaler tätig. Seine Arbeiten für das Augustinerchorherrenstift St. Nikola  sind verschollen. Erhalten haben sich folgende Gemälde: die Taufe Jesu im nahegelegenen Kloster Vornbach, die Heilige Familie in der Kurhauskapelle bei Schärding, das Martyrium des St. Mauritius (1732) in der Pfarrkirche in Aurolzmünster und die Heilige Familie in der Pfarrkirche St. Florian am Inn.
Im Jahr 1737 zog Unterberger nach Wien, wo er sich dauerhaft niederließ. Unterberger etablierte sich rasch als einer der führenden Altarmaler der Kaiserstadt, der auch vom Kaiserhof und aus dessen unmittelbarer Umgebung eine Reihe von Aufträgen erhielt. So malte er 1744 ein Altarbild „Rosenkranzübergabe an die hll. Dominikus und Katharina von Siena“ für die Dominikanerkirche in Bozen, das sich heute im Hochaltar der Pfarrkirche Maria Himmelfahrt in Kaltern befindet.
In den Jahren von 1751 bis 1754 und 1757 bis 1758 war Michael Angelo Unterberger Rector der k. k. Academie der Mahlerey, Bildhauerey und Baukunst, der heutigen Akademie der bildenden Künste Wien. Der Titel „rector magnificus“ wurde dem Maler im Jahre 1751 erstmals von Kaiserin Maria Theresia verliehen.
Seinen Lebensabend verbrachte er in Wien und Umgebung, wo er unter anderem ein Altarbild für den Wiener Stephansdom schuf.
Im Jahr 1899 wurde in Wien-Brigittenau (20. Bezirk) die Unterbergergasse nach ihm benannt.

## Gemälde

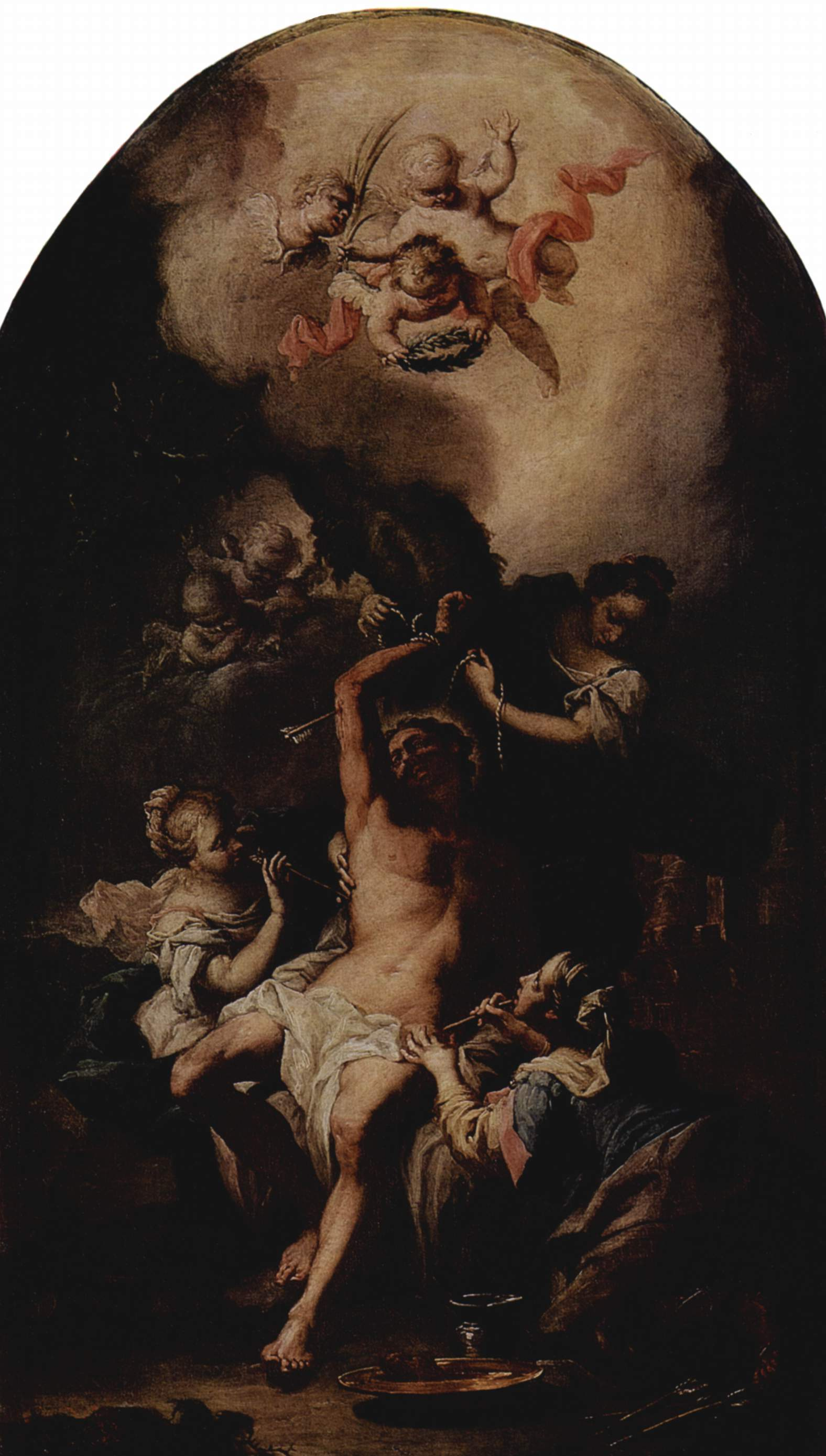
Heiliger Sebastian, 1740–1757
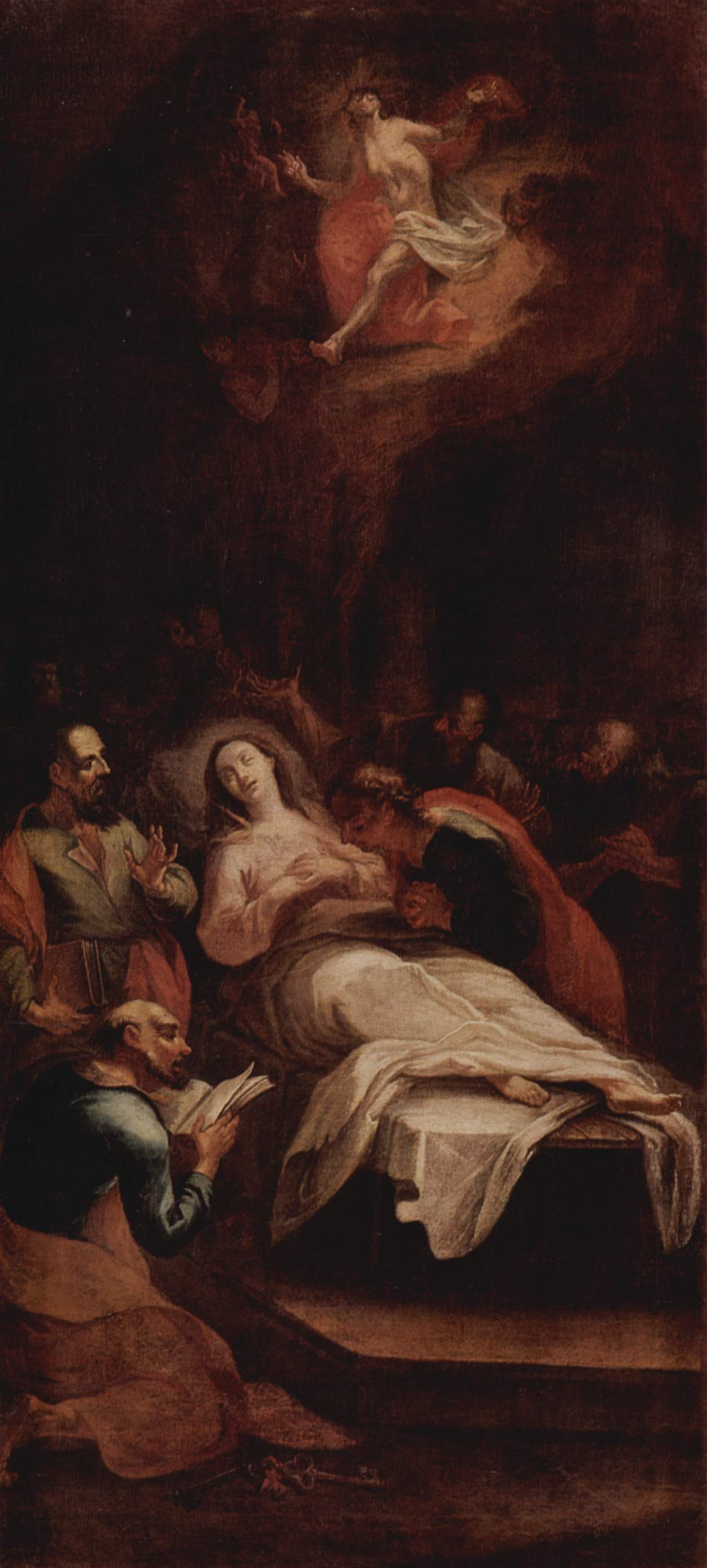
Tod der Maria, 1740–1757
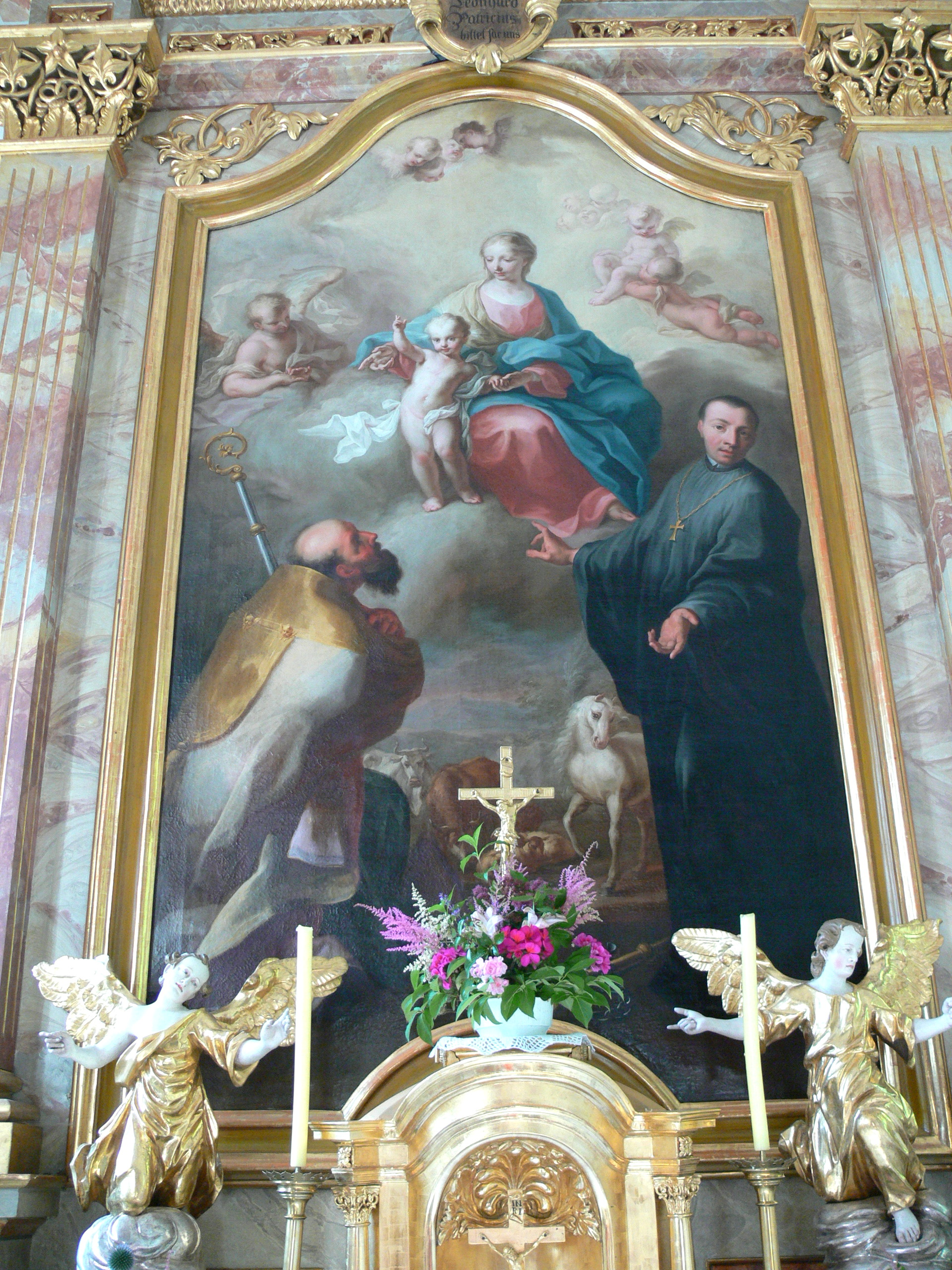
Altarbild in Donnersbachwald im Ennstal, 1753
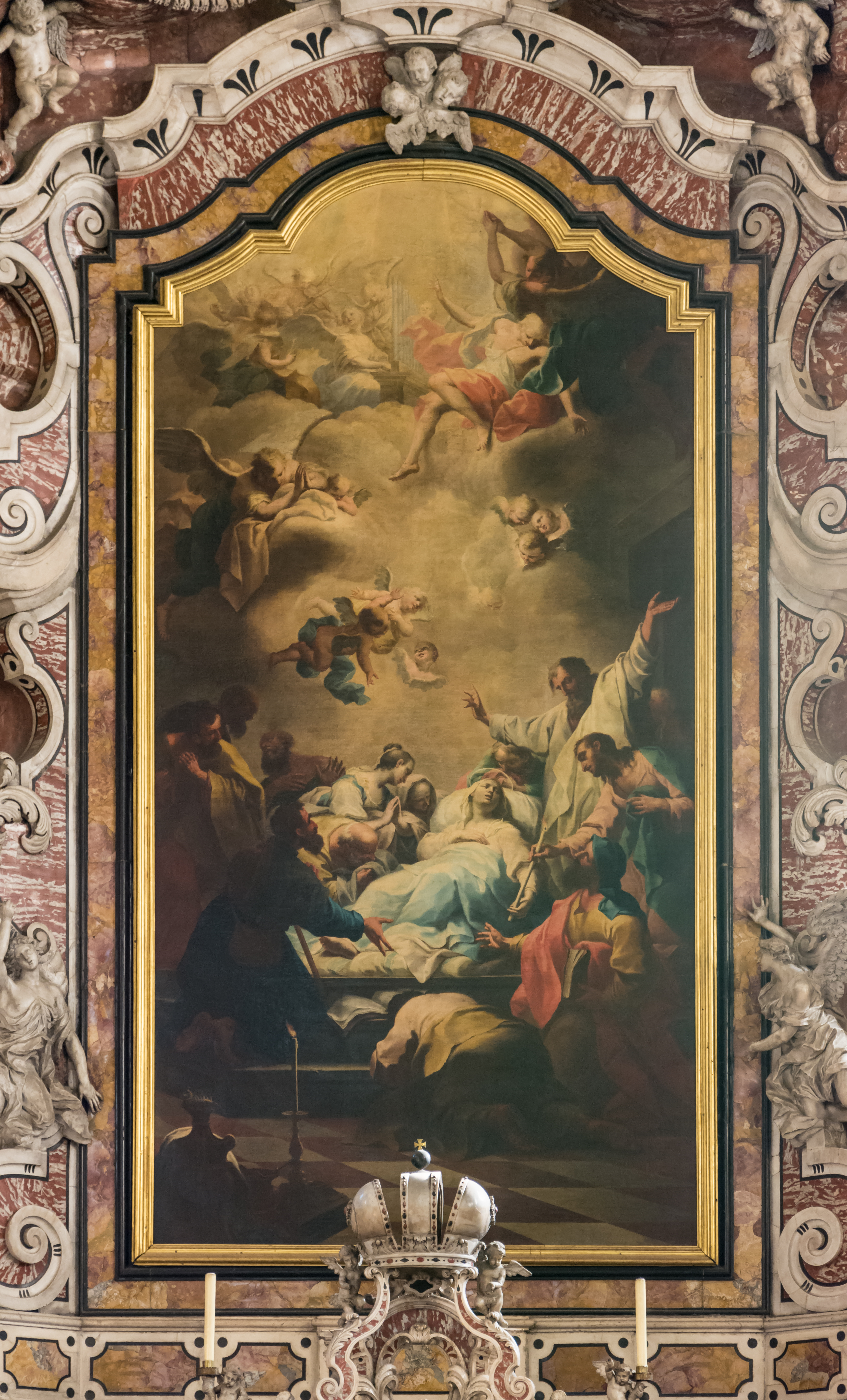
Hochaltarbild des Brixner Doms Tod Mariens in Gegenwart der Apostel, um 1750